# .hack//SIGN
.hack//SIGN (ドットハック サイン Dotto hakku sain?) es una serie de anime animada por el estudio Bee Train, que compone una de las cuatro narraciones originales de la franquicia .hack. Los 26 episodios fueron emitidos en televisión por la cadena TV Tokyo entre el 4 de abril y el 25 de septiembre de 2002. Otros 3 OVAs adicionales fueron lanzados: Intermezzo, Unison y GIFT.
Los OVAs Intermezzo y Unison se adicionan a la serie de televisión; mientras que GIFT es un especial parodia en super deformed que muestra a los personajes yendo a las aguas termales. Estuvo disponible solo en Japón como un regalo para las personas que presentaran una prueba de haber adquirido los cuatro juegos de .hack y no se licenciaba junto a la serie.
La serie ha sido adaptada consecuentemente para el público estadounidense, aplicándole algunas censuras y fue transmitida en Cartoon Network el 1 de febrero de 2003 en el bloque Toonami. Al poco tiempo, la serie fue removida al bloque Saturday Video Entertainment System del mismo canal, debido a que no cerraba con el concepto de "acción" de Toonami. En Canadá, YTV transmitió la serie más los OVAs Intermezzo y Unison.
En América Latina, la serie más los OVAs Intermezzo y Unison, fueron licenciados por el canal Locomotion para su transmisión en 2005, pero debido a que Sony Pictures Television compró el canal ese mismo año, fueron estrenados y emitidos en el inicio de Animax, desde el 1 de agosto de 2005 hasta enero del 2007. Además, ha sido recientemente distribuida en DVD por Bandai Entertainment. En España la serie y los OVAs primero fueron distribuidos en DVD por So Good Entertainment en el 2006 y años después, en el 2009, tanto la serie como los OVAs fueron emitidos en Animax.

## Historia
.hack//SIGN narra la historia de Tsukasa (司) cuando se esfuerza por comprenderse a sí mismo, su pasado y su incapacidad para salir del MMORPG "The World". La narración es bastante lenta y extendida —con frecuencia se le da información falsa al espectador, haciendo bastante difícil deducir lo que está pasando hasta que sea revelado finalmente a la conclusión de la serie. El desarrollo de los personajes en la serie también es extremadamente crítico; hay pocos personajes planos, y cada uno de los personajes importantes pasa por un gran cambio a través de la historia.

## Personajes
Se colocan primero los nombres de los personajes tal como fueron definidos oficialmente por Bandai y CyberConnect2, seguidos por su nombre en japonés. La transliteración rōmaji de los nombres japoneses se coloca al lado en ciertos casos (más notablemente en el del Caballero de Plata cuyo nombre fue traducido literalmente). 
Tsukasa (司) // An Shouji en la vida real (荘司杏 - el segundo Kanji en su apellido, el "ji," es el mismo kanji de "Tsukasa") Seiyū: Mitsuki Saiga, voz en español: Giannina Jurado
Tsukasa es un personaje de tipo Wavemaster (Hechicero) y es el protagonista de la serie. 
Al inicio de la serie se despierta y ve que se encuentra en un calabozo en The World, solo que no tiene ninguna idea de por qué está ahí, y tampoco recuerda muy bien quien es él mismo. 
Luego, es perseguido por los Caballeros rojos por tratar con un personaje ilegalmente modificado que él recuerda haber visto, pero no sabe cuándo, dónde o por qué. 
Al inicio, todo lo que él quiere es estar solo, pero esto simplemente lo lleva a más problemas. 
Seguidamente es conducido por Macha (el personaje ilegalmente modificado que él recordaba haber visto que tiene forma de gato) a un área oculta dónde conoce a una voz extraña, la cual él cree inicialmente que es su madre y a una niña, que aún no ha despertado. la voz le otorga un "Guardián": un monstruo en forma de pesa que lo defiende.
Subaru (昴) // Mariko Misono en la vida real (御園真理子) Seiyū: Kaori Nazuka, voz en español: Mercedez Prato
Líder de los Caballeros Escarlata, una organización de jugadores diseñada para luchar contra la injusticia en The World. A veces parece ser la única que impide que los Caballeros Escarlata queden fuera de control; ella sabe que ellos deben abstenerse de abusar de su poder. Posteriormente se une en la búsqueda de Tsukasa, y establece una fuerte relación con él. En la vida real, ella está físicamente incapacitada, razón por la que ella pasa tanto tiempo en The World; es el único lugar donde ella puede andar por sí misma en libertad. Es amiga del jugador de Crim, y comparten un estrecho vínculo. También es amiga de Balmung del Cielo Azul. En The World, es una jugadora de tipo Heavy Axeman. 
Mimiru (ミミル) Seiyū: Megumi Toyoguchi, voz en español: Maythe Guedez
representa su personaje como una luchadora "que lucha contra lo que sea", "me cuido yo sola" que es carente en planear las cosas y llevarlas a cabo; sin embargo, ella es experimentada en el arte de pelear con espada. Es la primera jugadora que conoce a Tsukasa, y después intenta formar una vínculo con él para protegerlo del mundo exterior. En un principio ella estaba jugando The World en solitario pero decidió asociarse con Tsukasa para ayudarlo a salir y encontrar el secreto que hay detrás de la Llave del Crepúsculo. En el mundo real ella es una estudiante de décimo grado en una escuela pública. En The World, su personaje es de tipo Heavyblade. Bear le revela que es posible que Tsukasa sea una chica en la vida real. Sin tener esto en cuenta, ella sigue siendo amiga de Tsukasa aún después que la verdad fue revelada.
Bear (ベア; Bea) // Ryou Sakuma en la vida real Seiyū: Nazuhiro Nakata, voz en español: Rafael Monsalve
Un jugador viejo de The World así como un escritor en la vida real, es un amigo de Mimiru y de B.T.. Es agradable y sosegado, y normalmente es el que dirige la investigación sobre Tsukasa en el mundo real en un esfuerzo por averiguar quién es él en realidad. Es el primero en averiguar que Tsukasa es realmente una chica. Ve a Tsukasa supuestamente como su propio hijo debido a la forma en que él no cuidó de su hijo en la vida real, con quien se encuentra después en el pueblo raíz del servidor Lambda, Carmina Gadelica. Adicionalmente, Bear es quizás el personaje más experimentado con juegos RPG, sobre todo con aquellos producidos varios años antes que The World. Después adopta a Tsukasa cuando ella despierta del coma al que fue inducida por Morganna. Bear se ha encontrado varias veces con B.T. en el mundo real. Las escenas de Bear y B.T. en The World sugieren que ellos podrían tener una relación que va más allá de solo amistad. 
B.T.  Seiyū: Akiko Hiramatsu, voz en español: María Teresa Hernández
En el juego, es de tipo Hechicero. B.T. es un personaje que gusta de armar planes y que forma amistades solo para lograr un propósito y para ver que la amistad se deshace cuando la otra persona descubre que ha sido utilizada. Raramente se aventura a luchar con monstruos, pero se dice que es buena tanto con magia ofensiva y defensiva. En The World, se asocia con Sora para encontrar la Llave del Crepúsculo y utiliza a los otros personajes para obtener ventaja. B.T. parece ser el personaje menos interesado con Tsukasa o con su condición. Ella se ha encontrado con Bear en el mundo real en varias ocasiones. Aun cuando se ve que ellos son más que amigos casuales, es desconocido el grado al que ha llegado su relación. En el mundo real ella es una modelo retirada cuya edad ya está cerca de los treinta años. Ella nombró su personaje a partir de su comida favorita, el emparedado B.L.T. (Bacon-Lettuce-Tomato; tocino, lechuga y tomate), pero le quita la letra del ingrediente que menos le gusta.
Sora (楚良) Seiyū: Hiroshi Yanaka, voz en español: Rolman Bastidas
Considerado como el personaje más popular de la serie, es un despiadado jugador asesino de tipo Twin Blade que no teme apuñalar por la espalda a la gente con quien acaba de aliarse. Está a su máximo nivel, por lo que es un duro oponente. Cambia de bando constantemente a lo largo de la historia; más adelante este hábito lo lleva a su destrucción cuando Morganna lo asimila con la Fase conocida como Skeith, que usa el "Vaciado de Datos" en él. En la vida real, él es un chico de cuarto grado que quiere pasarla bien (y habitualmente lo logra). 
Caballero de Plata (銀漢; Ginkan) Seiyū: Isshin Chiba, voz en español: Ricardo Omaña
Segundo a cargo de los Caballeros Escarlata. Posee un fuerte sentido de la justicia (volviéndose bastante celoso a veces), pero también es extremadamente ingenuo, lo que lo lleva a ser más como una herramienta para ser usada por quienquiera que esté en el mando. En el mundo real, parece que su edad está por los 22 años y trabaja en una tienda de videos. (En el episodio de parodia, GIFT, Subaru señala esto mientras golpea al Caballero de Plata a con su hacha.) 
Crim (クリム; Kurimu) Seiyū: Shinichiro Miki, voz en español: José Manuel Vieira
Un amigo de Subaru con quien fundó la organización de los Caballeros Escarlata, pero después lo abandonó. Amable, tolerante y sociable, su meta declarada cuando juega es simplemente divertirse, en lugar de simplemente ganar niveles o buenos ítems. Es un luchador sumamente experimentado, tan bueno como Sora, y pelea con él para proteger a Subaru y a los otros. En la vida real, es un hombre de negocios que viaja a menudo. Él y B.T. se han visto en la vida real. Es el único que sabe que Subaru es inválida hasta el capítulo 23 de la serie cuando se lo cuenta a Tsukasa. Como símbolo de amistad, le dio a Subaru un número telefónico que podía usar para llamarlo en el mundo real a cualquier hora y la animó a llamarlo cuando quisiera hablar (aunque ella nunca lo usa). Casualmente, él se refiere a este número como un "hechizo".
Macha (マハ; Maha): Un NPC con forma de gato y sexo desconocido que intenta ayudar a Tsukasa cuándo puede, aunque no siempre de forma directa. Puede hablar, pero solo Tsukasa (y rara vez el público) puede oírlo. La única vez que él o ella se oye es cuando Macha es atacado y destruido por un guardián que protegía a Tsukasa pero aun así es simplemente un grito. En el doblaje en inglés, esto es escasamente audible, si no era nada en absoluto. En el OVA .hack//Unison, aparece como un PJ.
Harald Hörwick (ハロルド・ヒューイック; Harorudo Hyuuikku) Seiyū: Takumi Yamazaki, voz en español: Luis Miguél Pérez
El creador de The World. Dado que él quedó decepcionado por fallar como padre en la vida real, él creó a Aura, una IA, que sirve como su "hija" en The World, y dejó a Morganna para vigilar a Aura y ayudarla en su desarrollo. Un parecido de él mismo, semejante a un hombre viejo que flota al revés en una estructura parecida a un trono, existe en varias áreas ocultas a lo largo del juego. Es posible que él en realidad no estuviera al revés, sino que fueran los personajes que lo encontraron los que estuvieran al revés. 
Morganna (モルガナ; Morugana) Seiyū: Rie Tanaka, voz en español: Nour Da Silva
Inicialmente creó como una IA omnipresente para ayudar a Aura a desarrollarse. Usando las Ocho Fases, se supone que Morganna suministraba información a Aura sobre los pensamientos, sentimientos, y acciones de los jugadores en The World para enseñarle lo que significa ser humano. Sin embargo, Morganna comprendió que una vez Aura naciera, ella se volvería inútil y sin ningún poder. De esta manera, Morganna unió a Tsukasa con Aura, lo cual puso al Tsukasa de la vida real en un coma e intentó llevarlo a la desesperación absoluta para solo darle pensamientos negativos a Aura, destruyéndola y permitiendo que el poder de Morganna creciera de forma desenfrenada. 
Aura (アウラ): La IA "hija" de Harald, representada como una chica joven vestida completamente de blanco que flota sobre una cama. Ella se une directamente a Tsukasa a través de las acciones de Morganna, al punto en el que exclusivamente el estado de ánimo de Tsukasa determina su desarrollo. Ella existe en un área oculta que es únicamente accesible para Tsukasa y Macha, cuya naturaleza cambia según la disposición actual de Tsukasa (por ejemplo, cuando Tsukasa está deprimido se pone oscuro, amenazador, y adornado con espinas y árboles nudosos y muertos). 
Helba (ヘルバ; Heruba): Una genio hacker (o un equipo entero de ellos que usan la misma cuenta) del tipo Hechicero que incluso controla sus propios campos ocultos en The World. No tiene preocupación por Tsukasa sino por el estado de The World, e interés simple en el resultado, ella ayuda a guiar a los otros personajes en su búsqueda por salvar a Tsukasa. En los juegos .hack, ella es la guía de Kite a núcleos de virus y hacking de puertas. 
A-20: Joven jugadora en The World cuyo descuido y motivaciones por jugar ayudan a Mimiru a darse cuenta de sus propias razones para estar jugando. En un principio, A-20 se unió el juego solo porque era popular entre sus compañeros de clase, y quiso completar un calabozo difícil para demostrar su valor. En la vida real, "A-20" es el número de estudiante de esta jugadora en la escuela, junto con otros desde A-1 hasta A-19 quienes solo son mencionados. 
Balmung (バルムンク; Barumunku) Seiyū: Noboyuki Hiyama, voz en español: Héctor Indriago
Uno de los personajes principales en los juegos .hack, Balmung es mencionado varias veces en .hack//SIGN, pero solo aparece en un episodio así como en los episodios adicionales Unison y Gift. Es considerado como un personaje legendario y posee el título "del Cielo Azul". Su aparición en la serie es heroica cuando él salva a Subaru de un monstruo invencible. El resultado de la batalla es desconocido, aunque se rumorea que él pudo haber abatido al monstruo cuando Morganna fue derrotada. Él y Orca se consideran como "Descendientes de Fianna" por vencer al dragón durante el evento "One Sin". El evento "One Sin" es narrado en AI Buster. Balmung toma su nombre de la espada Sigurd usada para derrotar al dragón Fafner en El Anillo de los Nibelungos en la mitología nórdica.
Orca (オルカ; Oruka): Al igual que Balmung, Orca se considera también como un personaje legendario. Él lleva el título "del Mar Azul". Aunque es mencionado varias veces en la serie, Orca solo aparece en el episodio Unison y en el episodio de parodia Gift. Tiene un cercano parecido a Bear; esta distinción es la base de un gag que ocurre en Gift. Él y Balmung se consideran como "Los Descendientes de Fianna" por abatir al dragón en el evento "One Sin". El evento "One Sin" se explica en AI Buster.

## Música
.hack//SIGN es muy conocida por su banda sonora, que fue compuesta por Yuki Kajiura (también conocida por sus trabajos en Eat-Man, Noir, Tsubasa Chronicle, Puella Magi Madoka Magica, Sword Art Online, etc.). Mucha de la música de fondo fue cantada por Emily Bindiger y Yuriko Kaida. Los temas de apertura y cierre fueron hechos por el grupo musical de Yuki Kajiura, See-Saw. Muchos fanáticos consideran a la banda sonora como uno de los elementos definitivos de la serie: casi todas las escenas en cada episodio tienen alguna música de fondo que va acorde con los personajes que están presentes.
- Tema de apertura:
  - Obsession por See-Saw

- Tema de cierre:
  - Yasashii Yoake por See-Saw